# Condado de Fallon
El condado de Fallon es un condado del estado de Montana, Estados Unidos. Tiene una población estimada, a mediados de 2022, de 3011 habitantes.
La sede del condado es Baker.

## Geografía
Según la Oficina del Censo, el condado tiene un área total de 4203 km², de los cuales 4197 km² corresponden a tierra firme y 6 km² están cubiertos de agua.

### Condados adyacentes
- Condado de Wibaux - norte
- Condado de Prairie - noroeste
- Condado de Custer - oeste
- Condado de Carter - sur
- Condado de Harding, Dakota del Sur - sureste
- Condado de Bowman, Dakota del Norte - este
- Condado de Slope, Dakota del Norte - este
- Condado de Golden Valley, Dakota del Norte - noreste

## Demografía
Según el censo de 2000, en ese momento los ingresos medios de los hogares del condado eran de $29,944 y los ingresos medios de las familias eran de $38,636. Los hombres tenían ingresos medios por $27,045 frente a los $18,077 que percibían las mujeres. Los ingresos per cápita para el condado eran de $16,014. Alrededor del 12.50% de la población estaba bajo la línea de pobreza nacional.
De acuerdo con la estimación 2017-2021 de la Oficina del Censo, los ingresos medios de los hogares del condado son de $83,750 y los ingresos medios de las familias son de $106,477. Los ingresos per cápita en los últimos doce meses, medidos en dólares de 2021, son de $41,686. Alrededor del 12.8% de la población está bajo la línea de pobreza nacional.

## Comunidades
- Baker (ciudad)
- Plevna (pueblo)